# Руководство для женатого мужчины
«Руководство для женатого мужчины» (англ. A Guide for the Married Man) — комедия 1967 года с элементами «постельного фарса» американского режиссёра Джина Келли по книге и сценарию Фрэнка Тарлоффа.

## Сюжет
В один прекрасный день, после двенадцати лет счастливого брака, примерный семьянин Пол Мэннинг обнаруживает, что его друг и сосед Эд Стэндер изменяет своей жене. Заговорив об этом, Пол узнаёт от Эда много интересного об искусстве супружеской измены. Под впечатлением этих рассказов Пол начинает обращать повышенное внимание на соблазнительную блондинку Ирму Джонсон, живущую неподалёку.
В течение фильма Пол пытается изменить своей жене, но ни разу не доводит начатое до конца.

## В ролях
- Уолтер Маттау — Пол Мэннинг
- Ингер Стивенс — его жена
- Сью Эйн Лэнгдон — Ирма Джонсон
- Клэр Келли — Харриет Стэндер
- Роберт Морс — Эд Стэндер
- Джейсон Уингрин — мистер Джонсон
- Элайн Тауни[англ.]
- Меджел Баррет

В титрах не указаны
- Эдди Куиллан — продавец одеколонов
- Анжелика Петтиджон — девушка на бульваре Уилшир

## Премьерный показ в разных странах[1]
- США — 25 мая 1967
- Финляндия — 25 августа 1967
- Швеция, Западная Германия — 29 сентября 1967
- Япония — 25 ноября 1967
- Дания — 26 февраля 1968
- Турция — декабрь 1969

Кроме того фильм официально переводился на испанский, греческий и итальянский языки.

## Факты
- В фильме присутствует довольно большое количество камео (в рассказах Эда Стэндера): Люсиль Болл, Джек Бенни, Терри-Томас, Джейн Мэнсфилд, Сид Сизар, Карл Райнер, Джоей Бишоп[англ.] и Уолли Кокс. Каждый из них получил по $10 000 за два дня съёмок[2].
- Вступительную песню исполняет группа «The Turtles» (музыка Джона Уильямса, стихи Лесли Брикасса). The Turtles также получили за это $10 000[2].
- В 1968 году фильм номинировался на награды «Golden Laurel» и «WGA Award (Screen)», но ни одной из них так и не получил[3].
- В 1978 году на телеэкраны вышел фильм «Руководство для замужней женщины»[4].